# William Byron (Rennfahrer)
William Byron (* 29. November 1997 in Charlotte, North Carolina) ist ein US-amerikanischer Automobilrennfahrer.
Er fährt derzeit den Chevrolet Camaro ZL1 mit der Startnummer 24 für Hendrick Motorsports in der NASCAR Cup Series. Zu seinen Erfolgen zählen die Siege der NASCAR K&N Pro Series East 2015 und der NASCAR Xfinity Series 2017. Sowohl 2024 als auch 2025 konnte er das prestigeträchtige Daytona 500 gewinnen.

## Karriere

### Frühe Jahre
Bereits als kleiner Junge interessierte sich Byron für Autorennen, mit dem Computerspiel iRacing konnte er seine Leidenschaft ausleben.
Seine ersten Erfahrungen mit einem echten Rennwagen sammelte er in der Legends Series, in seiner ersten Saison gewann er ganze 33 Rennen. Parallel dazu unterschrieb er einen 2014 Vertrag bei JR Motorsports.
2015 unterschrieb er einen Vertrag bei HScott Motorsports in der NASCAR K&N Pro Series East. Mit mehreren Siegen konnte er sich den Sieg in der Rennserie sichern.

### Craftsman Truck Series
Zum Ende der Saison 2015 wurde die Unterschrift Byrons bei Kyle Busch Motorsports für die kommende Saison in der Craftsman Truck Series bekannt. Trotz anfänglicher Probleme wie ein Unfall in Daytona, konnte er den Rekord für die meisten Siege als Rookie brechen.

### Xfinity Series
Ab 2016 fuhr Byron in der Xfinity Series, die er in der Saison 2017 nach Erfolgen wie in Daytona gewinnen konnte.

### Cup Series

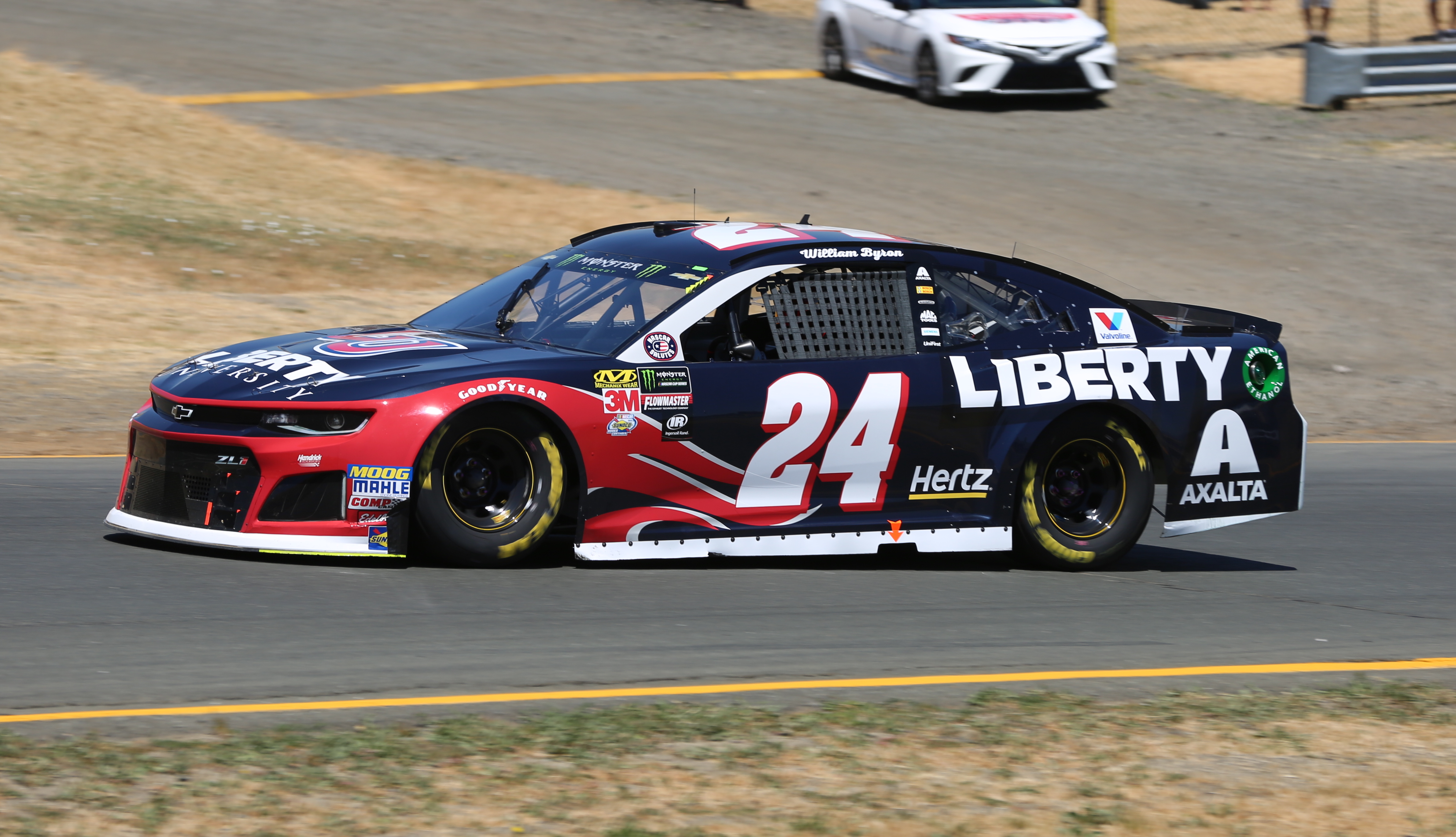
Byron bei einem Rennen im Jahr 2018

Ab 2018 wurde Byron zum Fahrer in der NASCAR Cup Series für Hendrick Motorsports, als Ersatz für Kasey Kahne. Wie bereits in den anderen Rennserien wurde er auch in der höchsten Liga zum Rookie of the Year gewählt. Zur Saison 2019 schaffte er zum ersten Mal das Erreichen der Playoffs, in denen er jedoch ausschied. Seinen ersten NASCAR Cup Series-Sieg schaffte er jedoch erst in der Folgesaison im Coke Zero 400.
In der Saison 2021 begann Byron stark mit guten Qualifikationsleistungen, sicherte sich so einen zweiten Platz in der Qualifikation für das Daytona 500 und gewann am Homestead-Miami Speedway, was eine Serie von elf Top-10-Platzierungen einleitete. Trotz einiger Rückschläge, darunter mehrere Rennen außerhalb der Top 10, gelang es ihm, beim Go Bowling at The Glen Sechster zu werden. In den Playoffs schied Byron nach dem Rennen auf dem Charlotte Roval aus und beendete die Saison mit einem Karrierehoch von Platz 10 in der Punktwertung.
Im Jahr 2022 hatte Byron zu Beginn der Saison mit Herausforderungen zu kämpfen, darunter zwei DNFs, erholte sich aber mit Siegen in Atlanta und Martinsville. Er erhielt eine Vertragsverlängerung mit Hendrick Motorsports bis 2025. Trotz einiger kontroverser Vorfälle und Strafen, darunter ein Brand im Hauler der Nr. 24 und eine Geldstrafe für einen Vorfall auf der Strecke, belegte Byron am Ende den sechsten Platz in der Punktwertung.
Im Jahr 2023 hatte Byron eine Durchbruchsaison, die mit einem DNF beim Daytona 500 begann, aber mit Siegen in Las Vegas und Phoenix fortgesetzt wurde. Das Team sah sich jedoch Strafen für Verstöße in Vor- und Nachrenninspektionen gegenüber. Byron errang mehrere Siege in der Saison, darunter den 100. Sieg für das Team Nr. 24 in Darlington und den 300. Sieg von Hendrick Motorsports in der Cup-Serie in Texas. Er beendete die Saison stark und landete nach dem Saisonfinale in Phoenix auf dem dritten Platz in der Punktwertung.
Zum Auftakt der Saison 2024 gelang ihm der Sieg im prestigeträchtigen Daytona 500. Im weiteren Saisonverlauf gelang ihm zwei weitere Siege, auf dem Circuit of the Americas und dem Martinsville Speedway. Im gelang der Einzug in die Playoffs und beendete die Saison auf dem dritten Gesamtrang.
Beim Saisonauftakt 2025 gelang ihm sein zweiter Daytona 500-Sieg.